# Sakuzaemon Kodama
Sakuzaemon Kodama (jap. 児玉作左衛門 Kodama Sakuzaemon; ur. 1895, zm. 1970) – japoński anatom i antropolog.
Kodama był studentem Kotondo Hasebe na Uniwersytecie Tohoku i anatomem na Cesarskim Uniwersytecie Hokkaidō po 1929 roku. Uczył się też u Gennosuke Fuse i Constantina von Monakowa w Zurychu, gdzie przebywał przez pięć lat. W latach 30. i po II wojnie światowej prowadził badania antropologiczne nad  Ajnu. Zgromadził ogromną kolekcję szczątków Ajnów podczas ekspedycji do Hokkaido, na północny Sachalin i wyspy Kurylskie.

## Prace
- Ainu. Historical and Anthropological Studies. Hokkaido University Medical Library Series Vol. 3. 1. Aufl. Sapporo, Hokkaido University School of Medicine, 1970.